# Дик, Вальтер фон
Ва́льтер Франц А́нтон фон Дик (или Дикк, нем. Walther Franz Anton von Dyck, 1856—1934) — немецкий математик, ученик Феликса Клейна. Труды в области общей алгебры, геометрии, топологии, теории потенциала. Академик Баварской академии наук (1892), член общества «Леопольдина» (1887). Кавалер ордена Максимилиана «За достижения в науке и искусстве» (1934). Председатель Общества немецких натуралистов и врачей.

## Биография
Родился в Мюнхене в семье художника Германа Дика; дворянскую приставку «фон» заслужил позднее (в 1901 году). По обычаю того времени учился попеременно в нескольких университетах (в Мюнхене, Берлине, Лейпциге). В 1879 году защитил диссертацию под руководством Феликса Клейна.
В 1880 году Клейн покинул Мюнхен, чтобы занять кафедру геометрии в Лейпциге. Дик поехал с ним и занял должность помощника Клейна. Там он успешно провёл хабилитацию, получив право преподавания в университете в 1882 году. В этот период Дик внес важный вклад в теорию групп, опубликовав две статьи в журнале Mathematische Annalen.
В 1884 году Дик получил приглашение стать профессором в недавно организованном Мюнхенском политехникуме, где он оставался до конца жизни, пользуясь большим почётом. В 1903—1906 и 1919—1925 годах Дик был ректором Политехникума, который под его руководством получил статус Мюнхенского технического университета. Среди его известных учеников был Мартин Вильгельм Кутта.
5 марта 1901 года Дик был награждён орденом «За заслуги перед баварской короной» и возведён, в соответствии с уставом Ордена, в дворянское достоинство, с правом на титул «фон Дик».
Дик, в составе инициативной группы из троих человек, добился открытия в Мюнхене Немецкого музея достижений естественных наук и техники (1903). Из других важных работ — публикация полного собрания сочинений Кеплера, включая все его письма.

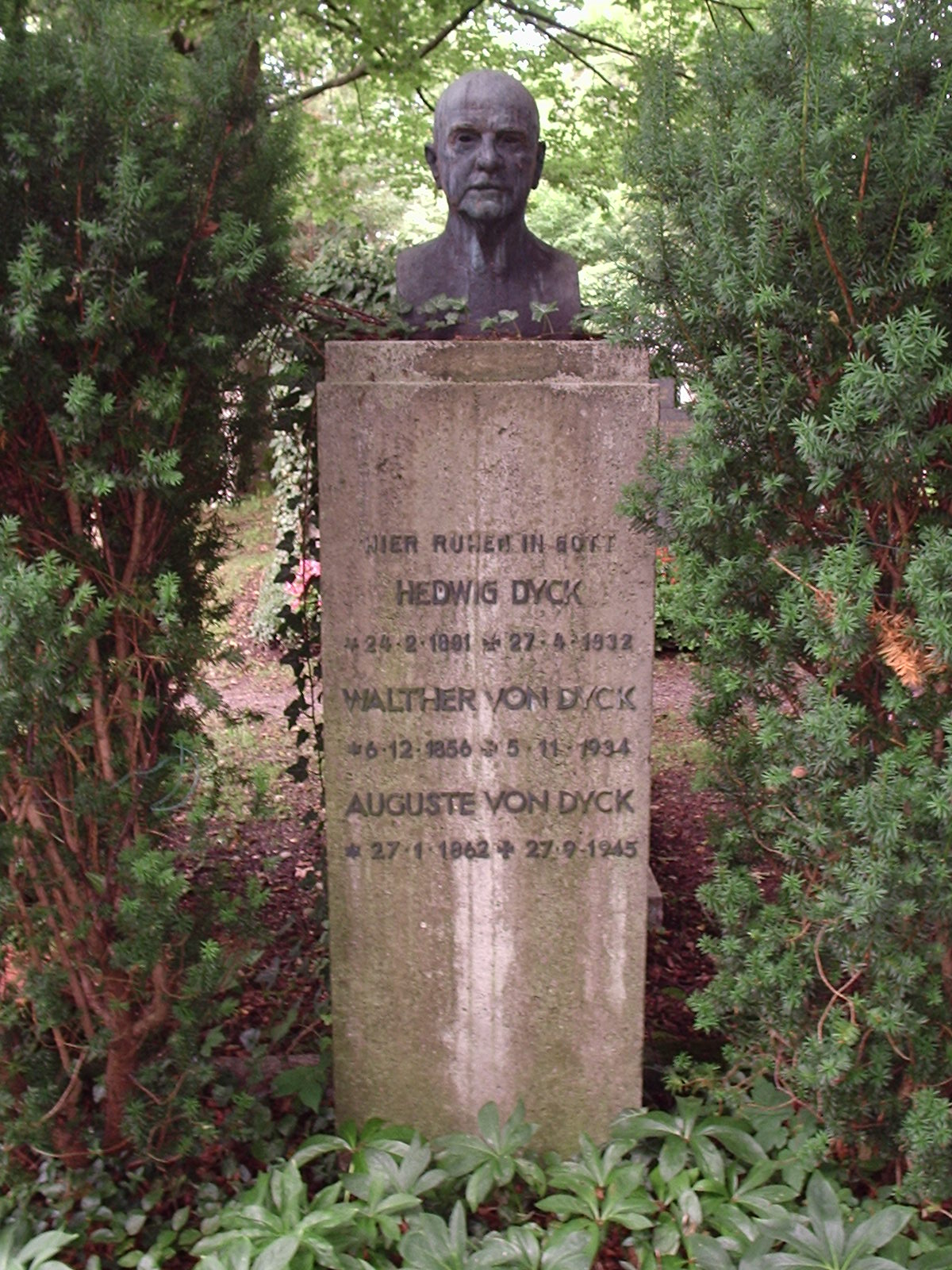
Памятник на могиле Вальтера фон Дика на Зольнском кладбище

В 1908 году Дик был докладчиком Международного конгресса математиков в Риме.
Скончался в 1934 году, похоронен на Зольнском кладбище в Мюнхене.

## Научная деятельность
Творчество Дика развивалось под сильным влиянием идей Артура Кэли. Дик одним из первых дал современное определение абстрактной группы, заложил основы комбинаторной теории групп (1882), исследовал дискретные и непрерывные группы. Применил эту теорию к геометрическим группам конечных вращений, группам преобразований, к теоретико-числовым группам.
При исследовании абстрактных групп широко использовал теорию уравнений, теорию чисел и теорию бесконечных преобразований, систематически исследовал способы задания группы образующими элементами и отношениями. Дал первое общее исследование свободных групп (1882). Обобщил формулу Гаусса — Бонне на неодносвязные области.

## Память
Имя учёного носит ряд терминов и теорем математики.
- Формальный «язык Дика».
- Поверхность Дика.
- Группы фон Дика.
- Граф Дика.
- Пути Дика.

## Некоторые из трудов
- Gruppentheoretische Studien (mit drei lithographirten Tafeln), Math. Ann., vol. 20, 1882, p. 1-44.
- Gruppentheoretische Studien II — Ueber die Zusammensetzung einer Gruppe discreter Operationen, über ihre Primitivität und Transitivität, Math. Ann., vol. 22, 1883, p. 70-108.
- Katalog mathematischer und mathematisch-physikalischer Modelle, Apparate und Instrumente, Munich, Universitätsbuchdruckerei von C. Wolf & Sohn, 1892.